# Post-painting
|  | Denne artikel er oprettet af botten PalnaBot ud fra en ekstern database. Den kan derfor have sproglige fejl eller mangler. Denne skabelon kan fjernes efter kontrol af indholdet. |

Post-painting er en film med ukendt instruktør.

## Handling
POST-PAINTING er direkte kopiering: THE COPY WITH THE FEELING OF TOUCH. Malede versioner af alle slags billeder som f.eks. Guernica og Hjort ved en skovsø, Tivoli og graffiti, broderede duge og NEUEN WILDEN. POST-PAINTING er blevet betegnet som post-modernisme i yderste konsekvens, og dette er et forsøg på at overføre ideerne til video og skal ses som et supplement til udstillingen.